# 威悉塔尔
威悉塔尔（德語：Wesertal，發音：[ˈveːzɐˌtaːl]，意为“威悉河谷”）是德国黑森州卡塞尔行政区卡塞尔县的市镇，面积52.59平方千米，人口为人。该市镇于2020年1月1日由市镇瓦尔斯堡和上威悉合并而成。